# Mistura (película)
Mistura es una película peruana de drama histórico de 2024 escrita, coeditada y dirigida por Ricardo de Montreuil. Esta protagonizada por Bárbara Mori y Christian Meier. Sigue a una mujer que, tras ser abandonada por su marido, se enfrenta a los retos de abrir un restaurante de lujo para la élite limeña.

## Sinopsis
Norma sufre el abandono de su marido y el desprecio de la sociedad elitista de Lima, Perú, en la década de 1960. Sin embargo, ella, junto a varias personas de comunidades marginadas, emprende un proyecto: abrir un restaurante.

## Reparto
Los actores que participan en esta película son:
- Bárbara Mori como Norma Piet
- Christian Meier como Roberto Tapia
- César Ballumbrosio como Óscar Lara
- Stefano Meier como Gerardo Tapia
- Juan Pablo Olyslager como José Eyzaguirre
- Hermelinda Luján como Rosa Cóndor
- Vanessa Saba como Mariana Woodman
- Marco Zunino como Kiko Ledgard
- Luciana Di Laura como Lucía
- Júnior Béjar como Juano
- Priscila Espinoza como Chica Bohemia
- Jesús Aranda como Guardia de banco
- Amaranta Kun como Juliette Sezane
- Sandro Calderón como Policía
- Monserrat Brugué como Dama de Permanente
- Mariana Vilchez como Camarera
- Josue Subáustue como Octavio Cóndor
- Susie Dragañac como Clienta del restaurante

## Lanzamiento
Mistura tuvo su estreno mundial el 8 de octubre de 2024, en la 47.º edición del Festival de Cine de Mill Valley, luego se proyectó el 12 de octubre de 2024, en la 32.º edición del Festival Internacional de Cine de Hamptons, el 19 de octubre de 2024, en la 25.º edición del Festival de Cine de Newport Beach, el 21 de octubre de 2024, en la 22.º edición del Festival Internacional de Cine de Morelia, el 15 de febrero de 2025, en la 40.º edición del Festival Internacional de Cine de Santa Bárbara, el 7 de marzo de 2025, en la 20.º edición del Festival de Cine Independiente de Durango, y el 11 de abril de 2025, en el Festival de Cine de Sarasota.
La película tiene agendado estrenarse comercialmente el 21 de agosto de 2025 en cines peruanos.

## Premios y nominaciones
| Año  | Premio / Festival                                         | Categoría                                                                   | Recipiente   | Resultado | Ref.   |
| ---- | --------------------------------------------------------- | --------------------------------------------------------------------------- | ------------ | --------- | ------ |
| 2024 | 25.º edición del Festival de Cine de Newport Beach        | Mejor largometraje narrativo                                                | Mistura      | Ganadora  | [ 14 ] |
| 2024 | 25.º edición del Festival de Cine de Newport Beach        | Mejor guión en largometraje narrativo                                       | Mistura      | Ganadora  | [ 14 ] |
| 2024 | 25.º edición del Festival de Cine de Newport Beach        | Mejor actriz en largometraje narrativo                                      | Bárbara Mori | Ganadora  | [ 14 ] |
| 2025 | 20º edición del Festival de Cine Independiente de Durango | Premio del Jurado – Mejor largometraje narrativo                            | Mistura      | Ganadora  | [ 15 ] |
| 2025 | 20º edición del Festival de Cine Independiente de Durango | Premio del Jurado – Mejor Interpretación femenina en largometraje narrativo | Bárbara Mori | Ganadora  | [ 15 ] |
| 2025 | 20º edición del Festival de Cine Independiente de Durango | Premio del Público – Mejor largometraje narrativo                           | Mistura      | Ganadora  | [ 15 ] |
| 2025 | Festival de Cine de Sarasota                              | Mejor largometraje narrativo                                                | Mistura      | Ganadora  | [ 16 ] |
| 2025 | 30º edición del Festival de Cine de Stony Brook           | Premio del Jurado – Mejor película                                          | Mistura      | Ganadora  | [ 17 ] |